# Carpophage de Mindoro
Ducula mindorensis
Espèce
Statut de conservation UICN

 EN C2a(ii) : En danger
Statut CITES
Le Carpophage de Mindoro (Ducula mindorensis) est une espèce d'oiseaux de la famille des Columbidae.

## Description
Cet oiseau mesure environ 47 cm de longueur.
La tête, le cou et le dessous du corps sont bleu gris lumineux. Un trait noir marque l'arrière des yeux. La face et la gorge sont rose pâle. Le manteau et le dos sont pourpres, les ailes vert émeraude. Une bande grise traverse la queue. Le bec est noir et les pattes rougeâtres.
Le dimorphisme sexuel est faible puisque le mâle possède des iris jaunes avec des cercles oculaires rouges tandis que ceux-ci sont respectivement jaune brun et jaune orangé chez la femelle. Tous deux présentent aussi un deuxième cercle oculaire noir autour du premier.

## Répartition
Cet oiseau ne vit que dans les forêts pluviales de Mindoro aux Philippines.

## Habitat
Il peuple les forêts montagneuses.

## Alimentation
Il se nourrit de gros fruits.

## Population et conservation
Cet oiseau est menacé par la chasse et la régression de son habitat.